# Man Finds Food
Man Finds Food è un programma televisivo statunitense del 2014, che vede come protagonista il presentatore Adam Richman, in giro per l'America in cerca di quei piatti "speciali" che non sono inseriti sui menù dei ristoranti.
In Italia la trasmissione va in onda dal 2018 sul canale Food Network.

## Storia
Inizialmente il programma avrebbe dovuto avere la sua prima messa in onda negli Stati Uniti il 2 luglio 2014, ma il giorno prima il canale tv Travel Channel annunciò che il debutto del programma era stato posticipato a data da destinarsi dopo che Richman aveva postato dei messaggi ritenuti troppo "crudi" sul suo account Instagram in risposta a quanti lo stavano criticando per un hashtag che lui aveva usato per una delle foto. Tuttavia, la pagina web dello show riapparve sul sito della Travel Channel poco tempo dopo, e il programma debuttò sugli schermi il 1º aprile 2015, con la messa in onda di due puntate una di seguito all'altra ("Incognito in Escondido" e "Chi-Town Franken-Sandwich").
Nonostante le polemiche con Travel Channel, il canale australiano 7mate mandò invece regolarmente in onda il programma a partire dal 7 ottobre 2014.
Nella seconda stagione, il programma ha cambiato nome in Secret Eats with Adam Richman. Il primo episodio della seconda serie è stato trasmesso negli Stati Uniti l'8 agosto 2016 su Travel Channel.

## Episodi
| Stagione         | Episodi | Prima TV originale | Prima TV Italia |
| ---------------- | ------- | ------------------ | --------------- |
| Prima stagione   | 15      | 2014-2015          | 2018            |
| Seconda stagione | 14      | 2016               | 2018            |